# Роман Вальнер
Роман Вальнер (нім. Roman Wallner, нар. 4 лютого 1982, Грац) — австрійський футболіст, що грав на позиції нападника за низку австрійських і іноземних клубних команд, а також за національну збірну Австрії.

## Клубна кар'єра
Народився 4 лютого 1982 року в Граці. Вихованець футбольної школи місцевого «Штурма». 1998 року почав включатися до заявки головної команди клубу. Утім в іграх чемпіонату Австрії вихованець «Штурма» дебютував лише наступного року, після переходу до столичного «Рапіда». Відіграв за віденську команду наступні п'ять сезонів своєї ігрової кар'єри, здебільшого був основним гравцем атакувальної ланки команди.
2004 року перейшов до німецького клубу «Ганновер 96», в якому основним гравцем не став, і вже за рік повернувся на батьківщину, де на правах оренди грав за «Адміру-Ваккер» та віденську «Аустрію».
2007 року уклав контракт із шотландським «Фолкерком», з якого швидко був відданий в оренду до «Гамільтон Академікал». Наступного року грав у Греції, провівши декілька ігор за «Аполлон» (Каламарія) та «Шкода Ксанті».
2009 року повернувся на батьківщину, де після тривалої перерви знову почав отримувати постійну ігрову практику у команді ЛАСК (Лінц). У січні 2010 року став гравцем «Ред Булла», якому допоміг здобути два чемпіонських титули поспіль. Частину 2012 року провів в іншій команді, спонсорованій корпорацією Red Bull GmbH, — німецькому «РБ Лейпциг», після чого знову виступав на батьківщині за «Ваккер» (Інсбрук) та «Гредіг». Після завершення контракту з останнім влітку 2016 опинився без клубу і протягом року не грав. У липні 2017 уклав нову угоди із «Гредігом», за який провів ще два сезони.

## Виступи за збірну
2001 року дебютував в офіційних матчах у складі національної збірної Австрії.
Загалом протягом десятирічної кар'єри в національній команді провів у її формі 29 матчів, забивши 7 голів.

## Титули і досягнення
- Чемпіон Австрії (4):

«Штурм» (Грац): 1998-1999
«Аустрія» (Відень): 2005-2006
«Ред Булл»: 2009-2010, 2011-2012
- Володар Кубка Австрії (3):

«Аустрія» (Відень): 2005-2006, 2006-2007
«Ред Булл»: 2011-2012